# Aage Skavlan
Aage Gerhard Skavlan, född den 22 december 1847 i Søndmøre, död den 24 februari 1920, var en historisk författare, son till Aage Schavland, bror till Olaf, Sigvald och Harald Skavlan.
Skavlan blev teologie kandidat 1872, var därefter lärare och blev 1889 anställd vid universitetsbiblioteket i Kristiania. Bland Skavlans skrifter må nämnas Historiske billeder fra den nyere tid i Norge, Danmark og tildels Sverige (1878), Norge i 1814. En nydannelses historie (1882), Kulturbilleder fra Norges nyere historie (1892), Norges uafhængighedserklæring i 1814 (1895) och Træk af Norges nyere historie (1899).